# Marklesburg
Marklesburg est un borough situé à l'ouest du comté de Huntingdon, en Pennsylvanie, aux États-Unis,. En 2010, il comptait une population de 204 habitants. Le borough est incorporé le 19 novembre 1873.

## Démographie
Lors du recensement de 2010, le borough comptait une population de 204 habitants. Elle est estimée, en 2019, à 204 habitants.

### Source de la traduction
- (en) Cet article est partiellement ou en totalité issu de l’article de Wikipédia en anglais intitulé « Marklesburg, Pennsylvania » (voir la liste des auteurs).